# ماساکی واتانابه
ماساکی واتانابه (ژاپنی: 渡邉 将基؛ زادهٔ ۲ دسامبر ۱۹۸۶) یک بازیکن فوتبال اهل ژاپن است.
از باشگاه‌هایی که در آن بازی کرده‌است می‌توان به باشگاه فوتبال ساگان توسو، باشگاه فوتبال یوکوهاما، باشگاه فوتبال گراونز کیتاکیوشو، باشگاه فوتبال ونتفورت کوفو و باشگاه فوتبال گیفو اشاره کرد.